# Porte d'Italie (Toulon)
Pour les articles homonymes, voir Porte d'Italie (homonymie).
La porte d'Italie est un édifice situé dans la ville de Toulon, dans la Provence-Alpes-Côte d'Azur dans le Var.

## Histoire
Le siècle de la principale campagne de construction est le XVIIIe siècle. Cette porte est destinée à remplacer l'ancienne porte Saint Lazare et sa construction (d’après les plans de Vauban) est presque achevée en 1791. Son nom change plusieurs fois : porte Mirabeau puis porte Pelletier et son nom définitif choisit en 1800, se réfère au départ de la campagne d'Italie menée par Napoléon Bonaparte.
La porte d'Italie est inscrite au titre des monuments historiques par arrêté du 21 octobre 1986.